# Premio Reino de Redonda
El Premio Reino de Redonda fue establecido en 2001 por el rey Xavier I de Redonda (Javier Marías), con el objeto de reconocer la obra de escritores y cineastas de lenguas no españolas en su conjunto, pero con algún conocimiento ("aunque sea en subtítulos", según el propio Javier Marías) de la lengua o la cultura españolas.

## Proceso de selección
Cada año Javier Marías convoca a algunos miembros de la nobleza del Reino de Redonda y algunos otros intelectuales a proponer a tres personas para ser reconocidas con el premio, se realiza un recuento de los nombres propuestos y se elige -o bien a la persona con más menciones o a alguno de los propuestos- según la votación del jurado.

## Premio
Durante sus primeros años el premio consistía en 6.000 € y un ducado del Reino, en 2006 la cuantía del premio se elevó a 6500 €. No obstante, el premio correspondiente al año 2009 estuvo dotado con 3.000 €, y en 2011 con 2.500 €.

## Galardonados
| Año  | Premiado              | Nacionalidad    | Ocupación               | Ducado concedido                  | Obra destacada                                                           |
| ---- | --------------------- | --------------- | ----------------------- | --------------------------------- | ------------------------------------------------------------------------ |
| 2001 | John Maxwell Coetzee  | Sudáfrica       | escritor                | Duque de Deshonra                 | Desgracia                                                                |
| 2002 | John Huxtable Elliott | Reino Unido     | historiador             | Duque de Simancas                 | España y su mundo, 1500-1700                                             |
| 2003 | Claudio Magris        | Italia          | escritor                | Duque de Segunda Mano             | El Danubio                                                               |
| 2004 | Éric Rohmer           | Francia         | cineasta                | Duque de Olalla                   | Pauline en la playa                                                      |
| 2005 | Alice Munro           | Canadá          | escritora               | Duquesa de Ontario                | El amor de una mujer generosa                                            |
| 2006 | Ray Bradbury          | Estados Unidos  | escritor                | Duque de Diente de León           | Fahrenheit 451                                                           |
| 2007 | George Steiner        | Francia         | ensayista y crítico     | Duque de Gerona                   | Antígonas                                                                |
| 2008 | Umberto Eco           | Italia          | filósofo y escritor     | Duque de la Isla del Día de Antes | El nombre de la rosa                                                     |
| 2009 | Marc Fumaroli         | Francia         | historiador y ensayista | Duque de Houyhnhnms               | Las abejas y las arañas: las querellas entre los antiguos y los modernos |
| 2010 | Milan Kundera         | República Checa | escritor                | Duque de Amarcord                 | La insoportable levedad del ser                                          |
| 2011 | Ian McEwan            | Reino Unido     | escritor                | Duque de Perros Negros            | Chesil Beach                                                             |
| 2012 | Philip Pullman        | Reino Unido     | escritor                | Duque de Cittàgazze               | La materia oscura                                                        |
| 2012 | John Banville         | Irlanda         | escritor                | Duque de Infinidades              | Los infinitos                                                            |